# Lucía Pérez Montero
Lucía Pérez Montero (zm. 8 października 2016 w Mar del Plata) – postać symboliczna dla argentyńskiego ruchu feministycznego Ni una menos, została brutalnie zgwałcona, zmarła w wieku 16 lat w wyniku zatrucia narkotykami podanymi jej przez oprawców. 
Śmierć Lucii i proces oskarżonych o jej zgwałcenie i zamordowanie odbił się szerokim echem w Argentynie i na świecie. Przyczyniły się do tego, jak się później okazało nieprawdziwe, informacje podane przez prowadzącą sprawę prokurator Maríę Isabelę Sánchez dotyczące przebiegu zdarzenia i obrażeń Lucii Pérez. Prokurator stwierdziła bowiem na konferencji prasowej, że Lucía Pérez zmarła w wyniku obrażeń wewnętrznych spowodowanych analnym zgwałceniem z użyciem tępego narzędzia w rodzaju kija bejsbolowego. Informacje te zostały zdementowane przez policję, biegłych i doktora Carrizo, lekarza, który przeprowadził sekcję zwłok. Prokurator María Isabel Sánchez została odsunięta od prowadzenia sprawy .

## Przebieg zdarzeń
Jak ustalono w dniu 8 października 2016 r. rano Juan Pablo Offidani i Matías Gabriel Farías zabrali Lucię Pérez do domu Faríasa w Mar del Plata. Offidani i Farías sprzedawali narkotyki dzieciom w pobliżu szkół, w tym szkoły, do której uczęszczała Lucía Pérez. Kilka godzin później Offidani pozostawił umierającą nastolatkę w jednym z ośrodków medycznym pod miastem, twierdząc, że przedawkowała narkotyki. W organizmie Lucii faktycznie wykryto ślady kokainy i marihuany, ale także ślady przemocy seksualnej.

## Proces
Proces rozpoczął się w dniu 30 października 2018 r. przed Sądem Karnym nr 1 w Mar del Plata. Orzekali sędziowie Aldo Carnevale, Pablo Viñas i Facundo Gómez Urso Prokuratorem był Daniel Vicente . Juan Pablo Offidani oraz Matías Gabriel Farías zostali oskarżeni o sprzedaż narkotyków nieletnim, zgwałcenie i zabójstwo. Alejandro Maciel został oskarżony o poplecznictwo. Farías i Offidani sprzedawali narkotyki nieletnim . Według prokuratury, Pérez została odurzona i zgwałcona przez Faríasa, który wykorzystał fakt, że nieletnia była odurzona kokainą, podaną jej przez osobę dorosłą, a Maciel umył ciało, aby ukryć dowody. . Prokuratura w trakcie procesu utrzymywała, że oskarżeni Juan Pablo Offidani oraz Matías Gabriel Farías zabrali Lucię do prywatnego domu, gdzie podawali jej narkotyki a następnie, wykorzystując stan jej bezradności wynikający z ich zażycia, zgwałcili ją, skutkiem czego była śmierć dziewczyny Alejandro Maciel został potępiony jako pomocnik.
W dniu 26 listopada 2018 r. Sąd wydał wyrok skazujący Faríasa i Offidianiego na osiem lat więzienia za posiadanie narkotyków przeznaczonych do sprzedaży nieletnim, ale uniewinniając ich od zarzutów zabójstwa oraz gwałtu. Maciel został uniewinniony od wszystkich zarzutów. 
W dniu 12 sierpnia 2020 r. Karny Sąd Kasacyjny Prowincji Buenos Aires uchylił wyrok sądu pierwszej instancji i nakazał ponownie rozpoznać sprawę

## Oddźwięk społeczny
Sprawa wywołała ogólnokrajowy skandal, gdy w 2018 r. sąd, który ją rozpatrywał, uniewinnił oskarżonych od zarzutu zgwałcenia. W ocenie opinii publicznej najbardziej bulwersujące były rozważania sądu, jakoby do zgwałcenia nie mogło dojść, bowiem Lucia nie była dziewicą, miała wcześniejsze doświadczenia seksualne i silny charakter. Sąd stwierdził, że nie można przyjąć tezy o bezradności Lucii wywołanej zażyciem narkotyków, bowiem miała ich ona rzekomo używać już wcześniej i nie była ona uległą młodą kobietą. Sąd stwierdził wręcz, że Lucia nie byłaby z nikim bez swej zgody. .
W proteście przeciwko temu orzeczeniu, 5 grudnia 2018 r. kolektyw feministyczny Ni una menos, związki i organizacje społeczne w Argentynie zorganizowały Narodowy Strajk Kobiet, Lesbijek, Transwestytów i Transwestytów, domagając się Sprawiedliwości dla Lucii!
Sprawa posłużyła jako przykład dla organizacji feministycznych i organizacji zajmujących się ochroną praw człowieka w dyskusji nad sposobem w jaki rozpoznawane są sprawy przemocy seksualnej w Argentynie. Akcentowano konieczność uwzględniania perspektywy płci. Komitet Ekspertów Międzyamerykańskiej Konwencji w sprawie Zapobiegania, Karania i Wykorzeniania Przemocy wobec Kobiet zwrócił się z wnioskiem o ponowne rozpatrzenie sprawy i uchylenie wyroków uniewinniających za kobietobójstwo. 